# Beohari
Beohari è una suddivisione dell'India, classificata come nagar panchayat, di 20.013 abitanti, situata nel distretto di Shahdol, nello stato federato del Madhya Pradesh. In base al numero di abitanti la città rientra nella classe III (da 20.000 a 49.999 persone).

## Geografia fisica
La città è situata a 24° 3' 0 N e 81° 22' 60 E e ha un'altitudine di 337 m s.l.m..

## Società

### Evoluzione demografica
Al censimento del 2001 la popolazione di Beohari assommava a 20.013 persone, delle quali 10.623 maschi e 9.390 femmine. I bambini di età inferiore o uguale ai sei anni assommavano a 2.946, dei quali 1.570 maschi e 1.376 femmine. Infine, coloro che erano in grado di saper almeno leggere e scrivere erano 12.740, dei quali 7.688 maschi e 5.052 femmine.